# Bukarest Metro
Bukarest Metro (rumænsk: Metroul București) er en undergrundsbane i Rumæniens hovedstad Bukarest. Den åbnede 16. november 1979. Netværket drives af Metrorex. Metrorex har et gennemsnit af 500.000 passagerer om dagen, sammenlignet med 2.650.000 daglige passagerer i Bukarests Societatea de Transport București (STB) transportsystem. Metrorexsystemet er 69,3 km langt og har 51 stationer.

## Fodnoter
1. 1 2  "Metrorex - Metrorex history". Metrorex. Arkiveret fra originalen 3. marts 2016. Hentet 2014-05-08.
2. 1 2 3  "Metrorex - Network features". Metrorex. Arkiveret fra originalen 24. april 2016. Hentet 2014-05-07.
3. ↑  "Metrorex - Map" (rumænsk). Metrorex. Arkiveret fra originalen 25. marts 2016. Hentet 2014-05-07.
4. ↑  "Bucharest Metro". Arkiveret fra originalen 5. marts 2016. Hentet 28. marts 2016.